# Hütter Hü 136
Hütter Hü 136 – projekt samolotu szturmowego braci Hütter. Samolot miał startować z odrzucanego wózka i po odrzuceniu na spadochronie śmigła (co umożliwiało ponowne wykorzystanie) lądować na płozie. Mocno opancerzony (pilot patrzył przez wąskie szczeliny) kokpit usytuowany był w tylnej części kadłuba co zapewniało większą ochronę pilota. Zbiorniki paliwa usytuowane były wewnątrz kadłuba.
Wersja Stubo (Sturzbomber) 2 różniła się od Stubo 1 dłuższym kadłubem z wewnętrznym lukiem bombowym.
Ostatecznie projekt odrzucono uzasadniając decyzję małym polem widzenia z kokpitu i skomplikowaną procedurą lądowania.